# Łazek
Łazek est une localité polonaise de la gmina et du powiat de Lubin en voïvodie de Basse-Silésie.

## Histoire
Entre 1975 et 1998, la localité se situe dans la voïvodie de Legnica.
En 2019, la rue qui traverse la localité est nommée rue Grabowa à Niemstow (en polonais : ulica Grabowa w Niemstowie).